# Carl Ingvar Wåhlin
Carl Ingvar Wåhlin, född 11 oktober 1841 i  Karlshamn, död 4 oktober 1894 i Solna församling, Stockholms län, var en svensk jurist och politiker.
Wåhlin blev 1861 student vid Lunds universitet, där han avlade kameralexamen 1862 och examen till rättegångsverken 1864. Han blev auskultant i Skånska hovrätten sistnämnda år och i Svea hovrätt 1865, vice häradshövding 1867, tillförordnad extra ordinarie notarie i Skånska hovrätten samma år och i Svea hovrätt 1868 och 1869 samt 1875, adjungerad ledamot i Svea hovrätt 1875. Wåhlin var häradshövding i Västmanlands västra domsaga från 1879 samt ledamot av riksdagens andra kammare 1887–1890. Han är begraven på Solna kyrkogård.